# Crocodylus
Crocodylus é o principal género da família Crocodylidae, isto é, os crocodilos.

## Espécies
- Crocodilo-americano, Crocodylus acutus
- Crocodilo-de-focinho-delgado, Crocodylus cataphractus
- Crocodilo-do-orinoco, Crocodylus intermedius
- Crocodilo-de-água-doce, Crocodylus johnstoni
- Crocodilo-filipino, Crocodylus mindorensis
- Crocodilo-de-morelet, Crocodylus moreletii
- Crocodilo-do-nilo, Crocodylus niloticus
- Crocodilo-da-nova-guiné, Crocodylus novaeguineae
- Crocodilo-persa Crocodylus palustris
- Crocodilo-de-água-salgada, Crocodylus porosus
- Crocodilo-cubano, Crocodylus rhombifer
- Crocodilo-siamês, Crocodylus siamensis

### Espécies extintas
- Crocodylus acer
- Crocodylus affinis
- Crocodylus anthropophagus